# Marco Besso
Marco Besso (Trieste, 9 settembre 1843 – Milano, 7 ottobre 1920) è stato un dirigente d'azienda e letterato italiano.

## Biografia
Nasce da una famiglia ebraica di commercianti originari dell’Epiro, appena sedicenne si impiega presso una società di assicurazioni, lavorando a Lubiana e Innsbruck. Nel 1863 è assunto dalle Assicurazioni Generali di Venezia e accompagna Daniele Francesconi a Roma, per seguire le trattative tra Stato Pontificio e le Assicurazioni stesse per il subentro alla Società privilegiata pontificia di assicurazioni. Besso rimarrà poi da solo a Roma a seguire le trattative, e poi fino al 1866 lavorerà all'agenzia locale. Qui prende parte alla redazione di Roma dei Romani e al Comitato nazionale romano (recandosi spesso a Firenze, per alcuni anni capitale del Regno d'Italia, fa da tramite con il Ministero dell'interno). Lavora poi a Milano, Trieste e in Sicilia.
A partire dal 1870 si dedica a studi nel campo delle assicurazioni, in particolare quelle sulla vita, settore ancora poco noto in Italia, pubblicando alcune opere sull'argomento e ottenendo dalla società il compito di organizzare nel paese questo ramo assicurativo. Scrive anche di una lacuna nel codice del commercio, suggerimento che sarà recepito solo mezzo secolo più tardi nel codice civile del 1942. In quel periodo è anche direttore delle filiali prima di Bologna e poi di Firenze.
Nel 1877 viene nominato segretario generale della società. Nel 1885 ha l'incarico di direttore generale fino alla nomina di presidente delle Assicurazioni Generali nel 1909. Il prestigio e la competenza professionale di Marco Besso sono riconosciuti a livello italiano ed europeo con numerosi incarichi finanziari in particolare nei trasporti (tram) e imprese di elettricità. Nel 1914 entra a far parte del consiglio d'amministrazione della Banca Commerciale Italiana e dell'Istituto italiano di Credito fondiario, diventa anche presidente della Società italiana contro gli infortuni.
Nel 1911 intraprese insieme a Pio Pontremoli una lotta legale contro il commendator Enea Cavalieri per reati di ingiuria e diffamazione ai loro danni a mezzo della stampa in Roma nel gennaio 1909 e nel 1910. Quest'ultimo aveva riportato uno studio alla commissione istituita dal Ministero dell'agricoltura ove lamentava il costo eccessivo delle tariffe assicurative contro la grandine rispetto ad altri paesi europei come Francia e Germania. In base a questi studi l'onorevole Luigi Giordano in data 21 febbraio 1914 fece la proposta di legge al fine di istituire delle Casse mutue provinciali per i danni della grandine.
Grande appassionato di Dante, nel 1912 diventa socio dell'Istituto veneto di scienze, lettere ed arti e nel 1920 dell'Accademia dei Lincei.
Dalla sua sposa Ernesta, figlia di Isacco Maurogonato Pesaro, ha due figli: Salvatore e Natalia. Quest'ultima sposerà Alberto Emanuele Lumbroso, figlio del letterato Giacomo Lumbroso, e dal loro matrimonio nasceranno Maria Letizia, Ortensia e Giacomo.
Tra le molteplici attività di Marco Besso vi è la fondazione con il suo nome, tuttora esistente, ricca di una biblioteca dantesca con gli incunaboli e le edizioni più rare. L'impostazione della sistemazione logica della sua biblioteca fu affidata a suo nipote Michele Besso.

## Opere
- Le casse pensioni delle Ferrovie dell'Alta Italia, Firenze, 1875.
- Di una lacuna nel progetto di codice dì commercio, Firenze, 1882.
- Roma nei proverbi e nei modi di dire, Roma, 1889.
- Roma e il Papa nei proverbi e nei modi di dire, Roma, 1904.
- La fortuna di Dante fuori d'Italia, Firenze, 1912.